# Citic Plaza Apartments
 (mars 2023).
Si vous disposez d'ouvrages ou d'articles de référence ou si vous connaissez des sites web de qualité traitant du thème abordé ici, merci de compléter l'article en donnant les références utiles à sa vérifiabilité et en les liant à la section « Notes et références ».
Les CITIC Plaza Apartments (中信广场国际公寓1座) sont un ensemble de gratte-ciel jumeaux haut de 142 mètres, construit de 1993 à 1996 à Canton (Guangzhou) dans le sud de la Chine. Situés dans le District de Tianhe, elles font partie du complexe CITIC Plaza qui comprend un gratte-ciel de 391 mètres de hauteur achevé en 1997, qui est l'un des plus hauts de Canton. Les CITIC Plaza Apartments sont juste au pied de ce gratte-ciel.

## Description
L'ensemble est composé de deux tours identiques :
- CITIC Plaza Apartments I
- CITIC Plaza Apartments II
C'est l'un des rares exemple de gratte-ciel jumeaux à Canton.
Les deux gratte-ciel abritent des logements sur 38 étages.

## Historique
L'ensemble a été conçu par l'agence d'architecture de Hong Kong, DLN Architects & Engineers.
Le promoteur (developper) est la société China International Trust and Investment Corporation.